# Leyla Şahin proti Turčiji

V primeru Leyla Sahin proti Turčiji [2005]  (opr. št.: 44774/98) je Evropsko sodišče za človekove pravice razsodilo, da prepoved nošenja islamske naglavne rute v visokošolskih institucijah ne pomeni kršitve svobode mišljenja, vesti in vere. 

## Ozadje primera in postopek
Tožnica se zaradi nošenja islamske naglavne rute, ni smela udeleževati nekaterih predavanj, prav tako pa ji je bil prepovedan pristop k dvema pisnima izpitoma. Na šoli je namreč veljala prepoved udeleževanja predavanj, tečajev ali vaj, študentom, ki so imeli prekrite glave in študentom z bradami. Ker pa jo je nosila kljub opozorilom, jo je dekan začasno izključil.
Tožnica se je pritožila na upravno sodišče in kasneje se je še na vrhovno sodišče. Oba sta tožbo zavrnila, na podlagi zakona, ki pravi, da ima podkancler univerze pooblastilo za urejanje načina oblačenja študentov z namenom ohranjanja reda.
Tožnica trdi, da ji je bila po Evropski konvenciji človekovih pravic kršena svoboda mišljenja, vesti in vere (9.člen), ki vključuje svobodo, do zasebnega ali javnega izražanja vere oziroma prepričanja. Zatrjuje tudi, da ji je kršena pravica do spoštovanja zasebnega in družinskega življenja ter svoboda izražanja. Vlada zanika, da je prišlo do kršitve, in da tudi če bi, bi bila ta upravičena na podlagi drugega odstavka 9. člena, ki pravi, da se svoboda izpovedovanja vere ali prepričanja sme omejiti v primerih, ki jih določa zakon in če je to v demokratični družbi nujno zaradi javne varnosti, za varovanje javnega reda ali zaradi varstva pravic in svoboščin drugih ljudi.  

## Odločitev ESČP
Osrednje vprašanje, na katerega je Sodišče odgovarjalo je: "Ali je bila s prepovedjo kršena svoboda misli, vesti in veroizpovedi (9.člen)? Ali je bil poseg predpisan v zakonu in ali je legitimen za dosego zakonitega cilja?"
Sodišče je ugotovilo, da ni prišlo do kršitve prej navedenih človekovih pravic, saj je poseg predpisan v drugem odstavku 9. člena in je legitimen za dosego zakonitega cilja.
Sodišče se strinja z vlado, da izpodbijani ukrep prvenstveno zasleduje legitimne cilje za zaščito pravic in svoboščin drugih in zaščito javnega reda. V demokratičnih družbah, v katerih sobiva več religij, je potrebno postaviti omejitve svobodnega izražanja vere ali prepričanja, da bi uskladili interese različnih skupin in zagotovili, da se spoštuje prepričanje vsakogar. Sklicuje se tudi na dejstvo, da v Turčiji obstajajo ekstremistična politična gibanja, ki temeljijo na verskih naukih. Sodišče ugotavlja, da ne nastane ločeno vprašanje, v skladu z drugimi določbami, ki jih je navedla tožeča stranka, saj so pomembne okoliščine enake kot tiste v zvezi s členom 9, za katerega ni Sodišče ugotovilo nobenih kršitev. 
Sodišče je soglasno odločilo, da ni prišlo do nobenih kršitev. Primer je bil dodeljen velikemu senatu, ki je izdalo sodbo 10. 11. 2005.